# Androsace globifera
Espèce
Classification phylogénétique
Androsace globifera est une espèce de plantes à fleurs de la famille des Primulacées. Plante de l'Himalaya formant des coussins aplatis ou tapis pouvant atteindre 1 m de diamètre sur 5 cm de haut, on la rencontre entre 3 500 et 4 500 m dans les pelouses rocheuses et dans les pierriers.